# Wanda Emilia Maria Brzeska
Wanda Emilia Maria Brzeska (ur. 19 listopada 1893 w Krotoszynie k. Barcina, zm. 10 marca 1978 w Jabłonowie Pomorskim) – polska etnografka i etnolożka, literatka, poetka, działaczka społeczna i polityczna. Była humanistką, osobą o wszechstronnych zainteresowaniach. Pracę literacką łączyła z działalnością naukową na polu etnografii oraz z aktywnością społeczną i polityczną w okresie międzywojennym.
W 1975 r. została odznaczona Krzyżem Kawalerskim Orderu Odrodzenia Polski.

## Życiorys
Urodziła się 19 listopada 1893 w Krotoszynie k. Barcina (pow. szubiński) jako dziesiąte najmłodsze dziecko Juliana Brzeskiego herbu Oksza (ur. 1849–1929) i Józefy z hrabiów Węsierskich herbu Belina (1855–1928). Ojciec, właściciel ziemski był organizatorem i propagatorem kółek rolniczych, jednym z członków założycieli Poznańskiego Towarzystwa Przyjaciół Nauk oraz tajnym kurierem w okresie Kulturkampfu. Matka, pochodząca także z rodziny ziemiańskiej, zajmowała się wychowaniem dzieci i pracą oświatową wśród społeczności wiejskiej.
Wanda Brzeska uczęszczała początkowo do szkoły Sióstr Urszulanek w Karłowicach pod Wrocławiem, następnie w latach 1909–1912 kontynuowała naukę w Zakładzie Wychowawczym Sióstr Zgromadzenia Najświętszego Serca Pana Jezusa (Sacré Coeur) w Zbylitowskiej Górze pod Tarnowem.
Egzamin dojrzałości zdała z odznaczeniem 26 czerwca 1912 jako eksternistka w Prywatnym Liceum Żeńskim H. Kaplińskiej w Krakowie przed ck Komisją Rady Szkolnej Krajowej. Po maturze wróciła do rodzinnego Krotoszyna i zajmowała się tworzeniem czytelni ludowych w okolicznych miejscowościach.
Pisała sztuki teatralne i wystawiała je w salkach domów ludowych w Szubinie, Żninie i Barcinie. Jeszcze w czasie I wojny światowej (1917–18) podjęła naukę na Krajowych Kursach w Poznaniu, które upoważniały do immatrykulacji na Wydziale Humanistycznym Uniwersytetu Poznańskiego. Szerokie zainteresowania humanistyczne spowodowały, że studiowała prehistorię u J. Kostrzewskiego, etnografię i etnologię u J. S. Bystronia, filozofię u M. Sobeskiego oraz polonistykę u T. Grabowskiego. Uczęszczała również na wykłady z logiki i psychologii.
23 listopada 1926 uzyskała stopień doktora w zakresie filozofii ścisłej na Uniwersytecie Poznańskim na podstawie rozprawy Relatywizm wolności woli ludzkiej, której promotorem był M. Sobeski. Następnie w 1927 r. krótko pracowała w bibliotece uniwersyteckiej.

## Praca literacko-etnograficzna
Brzeska łączyła zainteresowania literackie z etnograficznymi oraz z pracą społeczną i działalnością polityczną.
Najbardziej znana powieść Brzeskiej Sprawa gminy Ceynowy (Lwów-Warszawa 1938) osnuta została na prawdziwym wydarzeniu, jakim było utopienie w 1836 r. przez mieszkańców wsi Chałupy (Ceynowy) wdowy po rybaku Krysty Ceynowiny posądzonej o czary. Powieść jest nasycona elementami etnograficznymi i folklorystycznymi zaczerpniętymi z życia rybaków kaszubskich. Brzeska wykorzystała w niej także znajomość słownictwa gwarowego. Przedstawiła mechanizm manipulowania lękiem przed czarami i szukania kozła ofiarnego. Za Sprawę gminy Ceynowy otrzymała nagrodę literacką na konkursie Księgarni św. Wojciecha w Poznaniu.
Od 1933 r. do wybuchu wojny prowadziła wraz ze Stelmachowską eksploracje terenowe, których celem było pozyskanie eksponatów do przyszłego Muzeum Kaszubskiego w Gdyni, powołanego decyzją Min. WRiOP w 1933 r.; obiekty były magazynowane czasowo w Szkole Morskiej. Badaczki zebrały ponad 600 eksponatów, głównie z zakresu rolnictwa, rybołówstwa, rzemiosła i sztuki ludowej. Zaprojektowały także i przy pomocy miejscowych działaczy urządziły ekspozycję muzealną. Najbardziej okazała była sala poświęcona rybołówstwu, co wynikało ze specyfiki regionu. Zebrane eksponaty również uległy zniszczeniu w czasie wojny.

## Praca społeczno-etnograficzna
Aby poszerzyć wiedzę z zakresu muzealnictwa, w l. 30. Wanda Brzeska wyjeżdżała razem ze Stelmachowską do Francji, Anglii, Włoch, Austrii i Niemiec, gdzie poznawały znane muzea i metody urządzania ekspozycji, przenosząc następnie niektóre rozwiązania na grunt polski.
W okresie międzywojennym pełniła w Poznaniu kilka ważnych funkcji społecznych-politycznych. Od 1919 r. należała do Zarządu Głównego Stronnictwa Demokratyczno-Narodowego (przekształconego następnie w Związek Ludowo-Narodowy, potem w Stronnictwo Narodowe).
W l. 1930–35 była członkinią Wydziału Kobiet w Zarządzie Wojewódzkim Stronnictwa Narodowego, od 1929 r. sekretarką, a następnie kierowniczką propagandy w zarządzie Oddziału Poznańskiego Polskiego Towarzystwa Kobiet z Wyższym Wykształceniem. Działalność polityczna spowodowała, że na początku wojny w obawie przed aresztowaniem uciekła wraz ze Stelmachowską do Warszawy. Ukrywały się m.in. w Świdrze i Pruszkowie.
W l. 1943–44 Brzeska pracowała dorywczo jako tłumaczka z języka niemieckiego w Zakładzie Ubezpieczeń Społecznych w Warszawie. Tam też wykładała na tajnym Uniwersytecie Ziem Zachodnich. Po upadku powstania warszawskiego pracowała razem ze Stelmachowską w Wydziale Dokumentacji Departamentu Informacji i Prasy Polskiego Państwa Podziemnego, znajdującym się w Pruszkowie.
W marcu 1945 r. wróciła do Poznania i wspólnie ze Stelmachowską przystąpiła do organizowania Zakładu Etnografii Słowian Zachodnich na Uniwersytecie Poznańskim. Po reaktywowaniu Zakładu została zatrudniona na stanowisku asystentki. W tym czasie była też współredaktorką studium etnograficznego Lice ludu śląskiego, zamieszczonego w monografii Dolny Śląsk (t. 1, cz. I, Poznań 1950).
Latem 1945 r. wraz ze Stelmachowską udała się na pionierską wyprawę na tzw. Ziemie Odzyskane – do Łeby, Słupska, Lęborka, Sopotu i Gdańska. Celem wyprawy było poznanie tego terenu z myślą o przyszłych badaniach oraz działalności repolonizacyjnej. Efektem wyjazdu na ziemię Słowińców i Kaszubów były artykuły: Z wycieczki do Lęborka, Z Lęborka do Łeby, Warszawa w Sopocie, zamieszczone w „Polsce Zachodniej” (nr 7, 9, 10, 1945). Brzeska przedstawiła w nich m.in. sytuację w mało zniszczonym Lęborku, w którym szybko następowała zmiana władz, tablic i szyldów. Zwracała uwagę na życzliwość ludzi (charakterystyczną dla okresu tuż po wojnie).

## Badania terenowe
W 1948 r. toruńska Katedra Etnologii i Etnografii, kierowana przez Stelmachowską, zorganizowała pierwsze zakrojone na bardzo dużą skalę badania etnograficzne na Pomorzu, nazwane Ekspedycją Pomorzoznawczą. Ich celem było odkrywanie słowiańskości i polskości tego regionu przez interpretację etnograficzną resztek kultury materialnej. Uczestniczką wyprawy była także Brzeska, która cele oraz rezultaty prowadzonych badań przedstawiła w artykule Z Torunia do Gardnej i Łeby. Z ekspedycją pomorzoznawczą („Głos Pomorza” 1946, nr 259). Badania finansowały Instytut Zachodni w Poznaniu i Ministerstwo Oświaty.
W 1950 r. Brzeska brała udział w szeroko zakrojonych badaniach nad sztuką ludową Kaszub, prowadzonych przez toruńską katedrę wspólnie z PIS, a w 1952 i 1956 r. – w kolejnych ekspedycjach pomorzoznawczych na ziemię Słowińców. W 1953 r. została zaangażowana do badań do „Polskiego Atlasu Etnograficznego” – zakończyły się one konfliktem ekipy pomorskiej, zwłaszcza kierującej nią Stelmachowskiej, z J. Gajkiem, który domagał się odszukania artefaktów, a te na ziemiach północnych i zachodnich już zanikły.

## Kres życia i spuścizna Wandy Brzeskiej
W 1975 r. została odznaczona Krzyżem Kawalerskim Orderu Odrodzenia Polski.
Wanda Brzeska zmarła 10 marca 1978 w Jabłonowie Pomorskim i tam też została pochowana na cmentarzu klasztornym.

## Publikacje naukowe
- Prof. dr Bożena Stelmachowska i jej badania kultury ludowej Słowińców („Kaszëbë”, nr 12)
- Kultura ludowa Ziem Zachodnich w powojennych pracach naukowych prof. dr Bożeny Stelmachowskiej (Etnografia Polska, t. 2, 1959)
- Z Torunia do Gardnej i Łeby. Z ekspedycją pomorzoznawczą („Głos Pomorza” 1946, nr 259)
- Z wycieczki do Lęborka, Z Lęborka do Łeby, Warszawa w Sopocie („Polska Zachodnia” nr 7, 9, 10, 1945)
- Wśród Słowińców („Polska Zachodnia” nr 46–47, 1946)
- Słowiański „konik” na zachodnim Wybrzeżu („Polska Zachodnia”, nr 50–51, 1946)
- Rehabilitacja Smętka („Arkona”, 1945–46, nr 13–14)
- Baśnie i podania ludowe Pomorza Zachodniego („Szczecin”, nr 13–14, 1948)
- Kasprowicz na Zachodzie („Polska Zachodnia”, nr 7, 1946)
- Budownictwo Słowińców (Słupsk 1960)
- Słowińcy i ich kultura (Poznań-Słupsk 1963)
- Studium etnograficzne „Lice ludu śląskiego” w monografii Dolny Śląsk (t. 1, cz. I, Poznań 1950)

## Publikacje

### Święci
Św. Wojciech: 956–997 (Poznań, 1934), św. Stanisław Kostka: 1550–1568 (Poznań, 1934), św. Jerzy (Poznań, 1935), św. Zofja (Poznań, 1936), św. Florian (Poznań, 1937), św. Władysław król: 1040–1095 (Poznań, 1937), św. Hubert, (Poznań, 1938), św. Nepomucen: 1348–1393 (Poznań, 1938), Bł. Andrzej Bobola: 1591–1657 (Poznań, 1935), św. Roch (Poznań, 1937)

### Satyry
- Z życia muchy (opub. w „Głosie Wielkopolskim”)[9]

### Sztuki teatralne
- Dwaj bracia. Trzyaktówka z życia św. Stanisława Kostki (Poznań 1920, kolejne wyd.: 1924, 1927)[9]
- Posądzony. Sztuka w 5-u aktach (Poznań 1924)[9]
- Dorożkarz i inne monologi (Poznań 1925, kolejne wyd. 1930)[9]
- Monologi (Poznań 1930)[9]

### Powieści
- Sprawa gminy Ceynowy (Lwów-Warszawa, 1938)[9]
- Żelazny szlak (Poznań 1937)[9]
- Ptaki ścielą gniazda (Poznań 1938)[10]
- Pali się i Zatopione wesele (druk w odcinkach w dzienniku „Pałuczanin” od połowy października 1933 r.)[9]
- Ławica ryb (Gdańsk 2021, wydana na podstawie maszynopisu sprzed 1970 roku)

### Nowele
- Syn czarownicy (druk: „Teka Pomorska” 1937, nr 4)[9]

Miesięcznik „Morze”:
- Smantek w żaku, 1934, nr 5[9]
- Kamrat, 1936, nr 4[9];
- Święta Barbara, 1937, nr 7[9]
- Lisia dola, 1936, nr 8[9]

„Tęcza”:
- Złodziej sieci, 1934, nr 7[9]
- Ostatni zegar, 1935, nr 1–2, 3[9]

### Liryki
- U strądu (Warszawa, 1936)[9]
- Mitropa. Poezje z włóczęgi (Poznań 1932)[9]

### Pojedyncze utwory
- W karczmie[9]
- Hymn[9]
- Trala[9]
- Chlewik rybacki (czasopismo „Pomerania”, 1976, nr 1, s. 23[11])

### Pod pseudonimem „Zbigniew Topór”
- Do Polski (brak daty wyd.),
- Tomik wierszy Wschód (Poznań, 1916)[9]
- Henryk Sienkiewicz (1916)[9]
- Walek kosynier: sztuka ludowa w 5 aktach (Poznań, 1917, seria: Teatr Ludowy)[9]
- Msza św. Polaków: misterium narodowe (Poznań, 1919)[9]
- Na Monsalwat: myśli, kreślone z okazji jubileuszu 350 letniego śmierci św. Stanisława Kostki: 1568–1918 (Poznań, 1919)[9]
- Dwaj bracia: trzyaktówka z życia św. Stanisława Kostki (Poznań, wyd. I – 1920, II wyd. – 1924)[9]
- Posądzony: sztuka w 5-ciu aktach (Poznań, 1924, seria: Teatr dla Młodzieży Męskiej)[9]
- Dorożkarz i inne monologi (Poznań, 1925),
- Święto młodzieży (Poznań, wyd. I – 1924, wyd. II – 1927)[9]
- O kupcu Złotolubie i o dobrym Znajdku: baśń fantastyczna w 4-ch aktach (Poznań, 1928)[9]
- Monologi (jako autor: Z.T.F.Z., C.W., wyd. II, Poznań 1930)[9]
- Zbiór monologów. Z. 1 (Poznań, wyd. III – 1930, seria: Teatr dla Młodzieży Męskiej)[9]
- Lata szkolne Jana Kasprowicza. Inowrocław 1872–1879 (wyd. II – 1931)[9]
- Mitrowa: poezje z włóczęgi (Poznań, 1932)[9]

### Pod pseudonimem Jan Pałucki
- Dolarowicze (Poznań, 1925)[9]

### Pod pseudonimem Eminus
- Dobre wróżki: baśń uscenizowana w 2 odsłonach (Poznań, 1930), Wielkanoc (Poznań, 1926)[9]

Pod pseudonimem Z. T., F. Z., C.W.:
- Monologi (Poznań, wyd. 2 – 1930, seria: Satyra polska 20 w.)[9]